# Mahbubnagar (distrikt)
Mahbūbnagar är ett distrikt i Indien.   Det ligger i delstaten Telangana, i den södra delen av landet, 1 400 km söder om huvudstaden New Delhi. Antalet invånare är 4 053 028. Arean är 18 432 kvadratkilometer. Mahbūbnagar gränsar till Gulbarga och Prakasam.
Följande samhällen finns i Mahbūbnagar:
- Mahbubnagar
- Gadwāl
- Wanparti
- Farrukhnagar
- Nārāyanpet
- Nāgar Karnūl
- Kosgi
- Āmangal
- Alampur
- Gopālur